# Tiffauges
Pour les articles homonymes, voir Tiffauges (homonymie).
Tiffauges est une commune française située dans le département de la Vendée, en région Pays de la Loire.

## Géographie
Le territoire municipal de Tiffauges s'étend sur 980 hectares. L'altitude moyenne de la commune est de 89 mètres, avec des niveaux fluctuant entre 42 et 113 mètres,.
Tiffauges est géographiquement située dans le nord-est de la Vendée, limitrophe du département de Maine-et-Loire, elle est coupée par la route départementale D 753 qui va de Cholet à Saint-Jean-de-Monts. Tiffauges se situe à 18 km des Herbiers, 16 km de Montaigu, et 20 km de Cholet. Elle est implantée au confluent de deux rivières : la Sèvre nantaise et la Crûme.

### Communes limitrophes
| Boussay (Loire-Atlantique)   | Torfou (Sèvremoine) (Maine-et-Loire) | Torfou (Sèvremoine) (Maine-et-Loire)      |
| La Bruffière (Vendée)        | Tiffauges                            | Le Longeron (Sèvremoine) (Maine-et-Loire) |
| Les Landes-Genusson (Vendée) | Saint-Martin-des-Tilleuls (Vendée)   | Saint-Aubin-des-Ormeaux (Vendée)          |

### Climat
Pour des articles plus généraux, voir Climat des Pays de la Loire et Climat de la Vendée.
En 2010, le climat de la commune est de type climat océanique altéré, selon une étude du CNRS s'appuyant sur une série de données couvrant la période 1971-2000. En 2020, Météo-France publie une typologie des climats de la France métropolitaine dans laquelle la commune est exposée à un climat océanique et est dans la région climatique  Bretagne orientale et méridionale, Pays nantais, Vendée, caractérisée par une faible pluviométrie en été et une bonne insolation. 
Pour la période 1971-2000, la température annuelle moyenne est de 11,9 °C, avec une amplitude thermique annuelle de 14,7 °C. Le cumul annuel moyen de précipitations est de 781 mm, avec 12,5 jours de précipitations en janvier et 6,5 jours en juillet. Pour la période 1991-2020, la température moyenne annuelle observée sur la station météorologique de Météo-France la plus proche, sur la commune de Cholet à 18 km à vol d'oiseau, est de 12,3 °C et le cumul annuel moyen de précipitations est de 772,5 mm,. Pour l'avenir, les paramètres climatiques de la commune estimés pour 2050 selon différents scénarios d'émission de gaz à effet de serre sont consultables sur un site dédié publié par Météo-France en novembre 2022.

## Urbanisme

### Typologie
Au 1er janvier 2024, Tiffauges est catégorisée bourg rural, selon la nouvelle grille communale de densité à sept niveaux définie par l'Insee en 2022.
Elle est située hors unité urbaine et hors attraction des villes,.

### Occupation des sols
L'occupation des sols de la commune, telle qu'elle ressort de la base de données européenne d’occupation biophysique des sols Corine Land Cover (CLC), est marquée par l'importance des territoires agricoles (88,2 % en 2018), en diminution par rapport à 1990 (90,6 %). La répartition détaillée en 2018 est la suivante : 
terres arables (32,4 %), prairies (31,5 %), zones agricoles hétérogènes (24,3 %), zones urbanisées (10 %), forêts (1,7 %). L'évolution de l’occupation des sols de la commune et de ses infrastructures peut être observée sur les différentes représentations cartographiques du territoire : la carte de Cassini (XVIIIe siècle), la carte d'état-major (1820-1866) et les cartes ou photos aériennes de l'IGN pour la période actuelle (1950 à aujourd'hui).

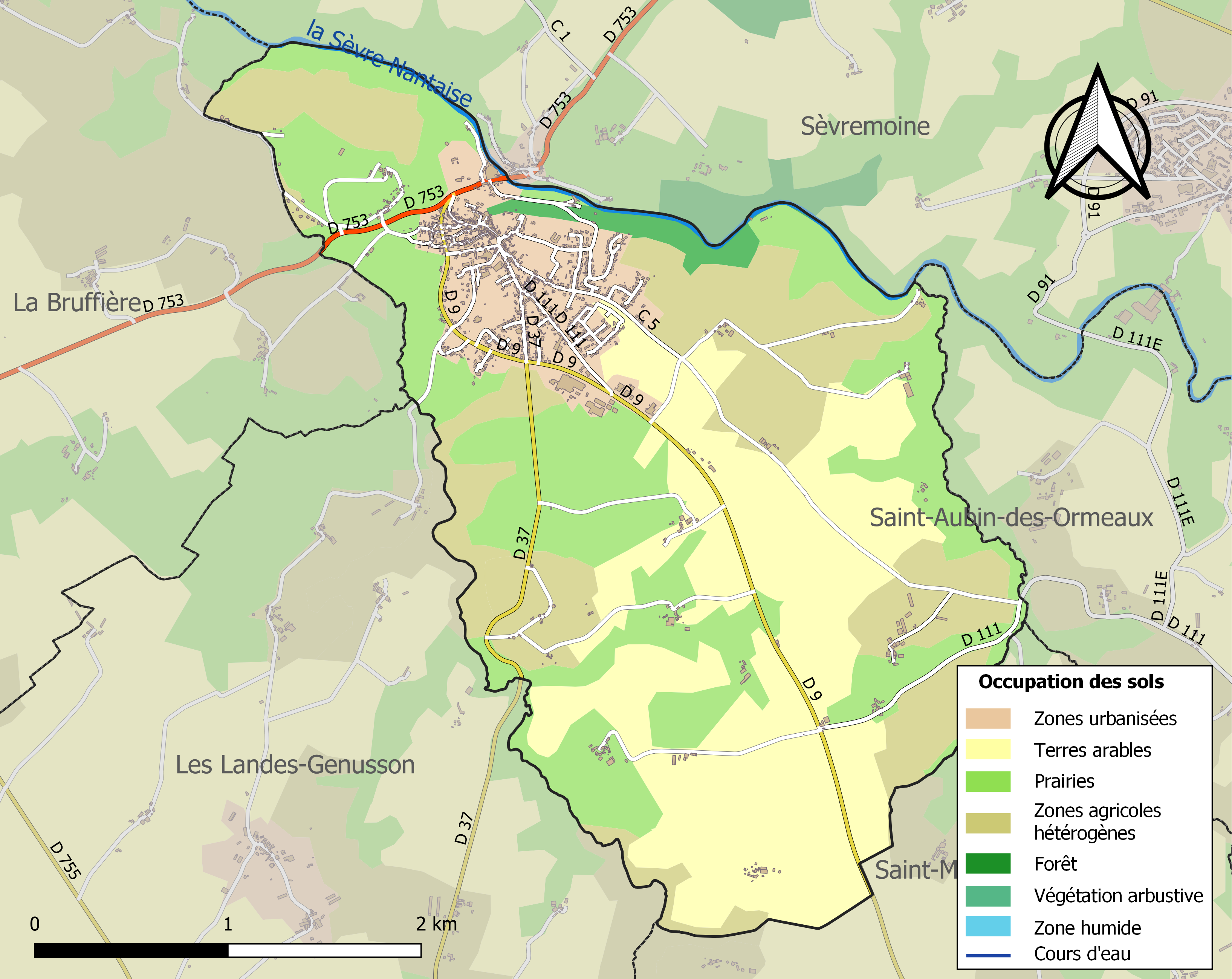
Carte des infrastructures et de l'occupation des sols de la commune en 2018 (CLC).

## Toponymie
La région est mentionnée sous la forme teofalgicus pagus en 848, la ville castella theophalgica vers 1050.
Tiffauges doit son nom aux Taïfales (ou Teiphales), un peuple — « barbare » pour les Romains — incorporé à la défense de l'Empire romain qui s'y serait établi au Ve siècle. Les Taïfales étaient arrivés en Gaule en 412 avec les Wisigoths.

## Histoire

### Les seigneurs de Tiffauges

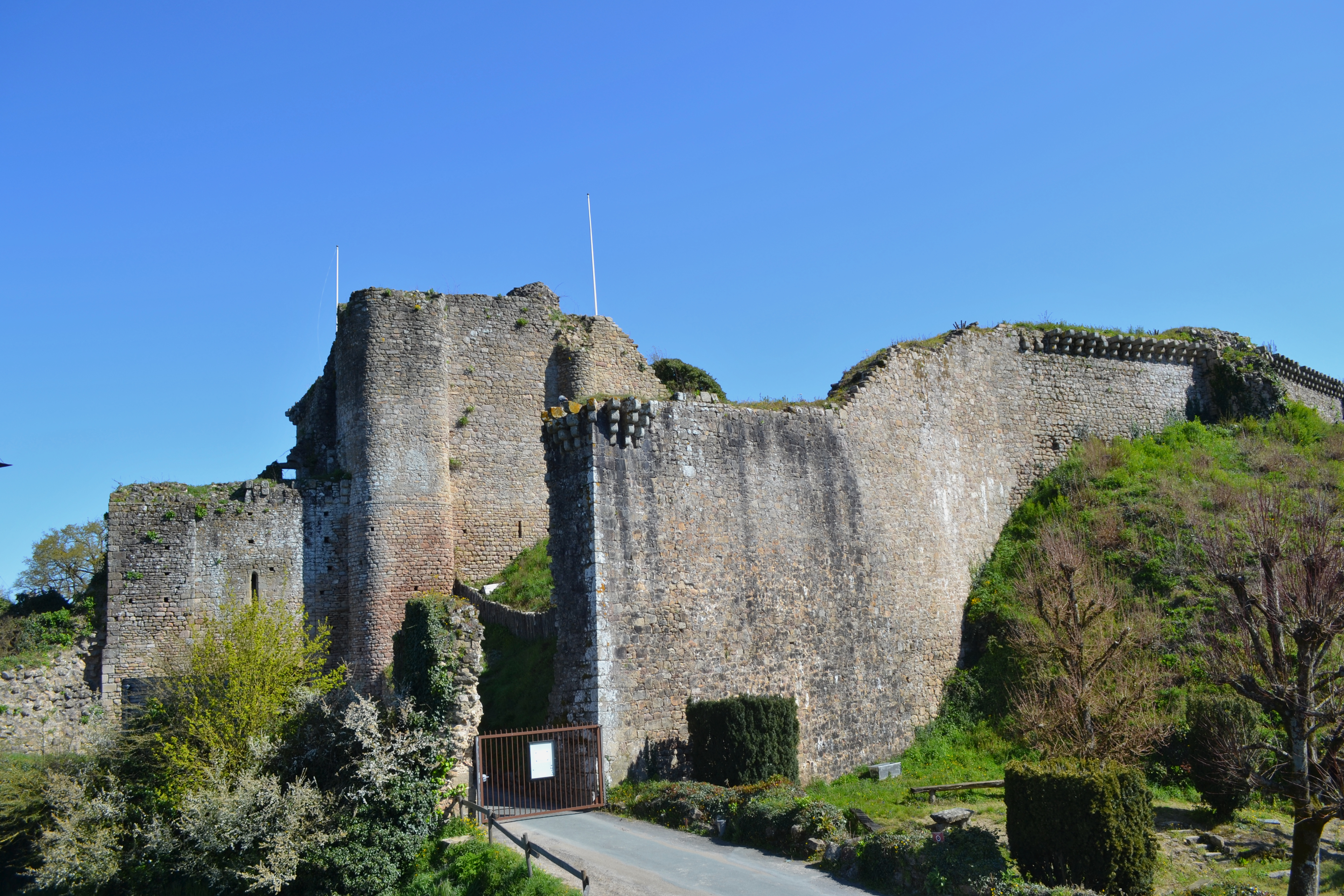
Château de Tiffauges.

Au XIe siècle, Tiffauges appartenait aux vicomtes de Thouars et c'est Geoffroy de Thouars qui construit le château au XIIe siècle. La ville est située le long de la Crûme, au pied du promontoire qui était protégé par un rempart muni de tours.

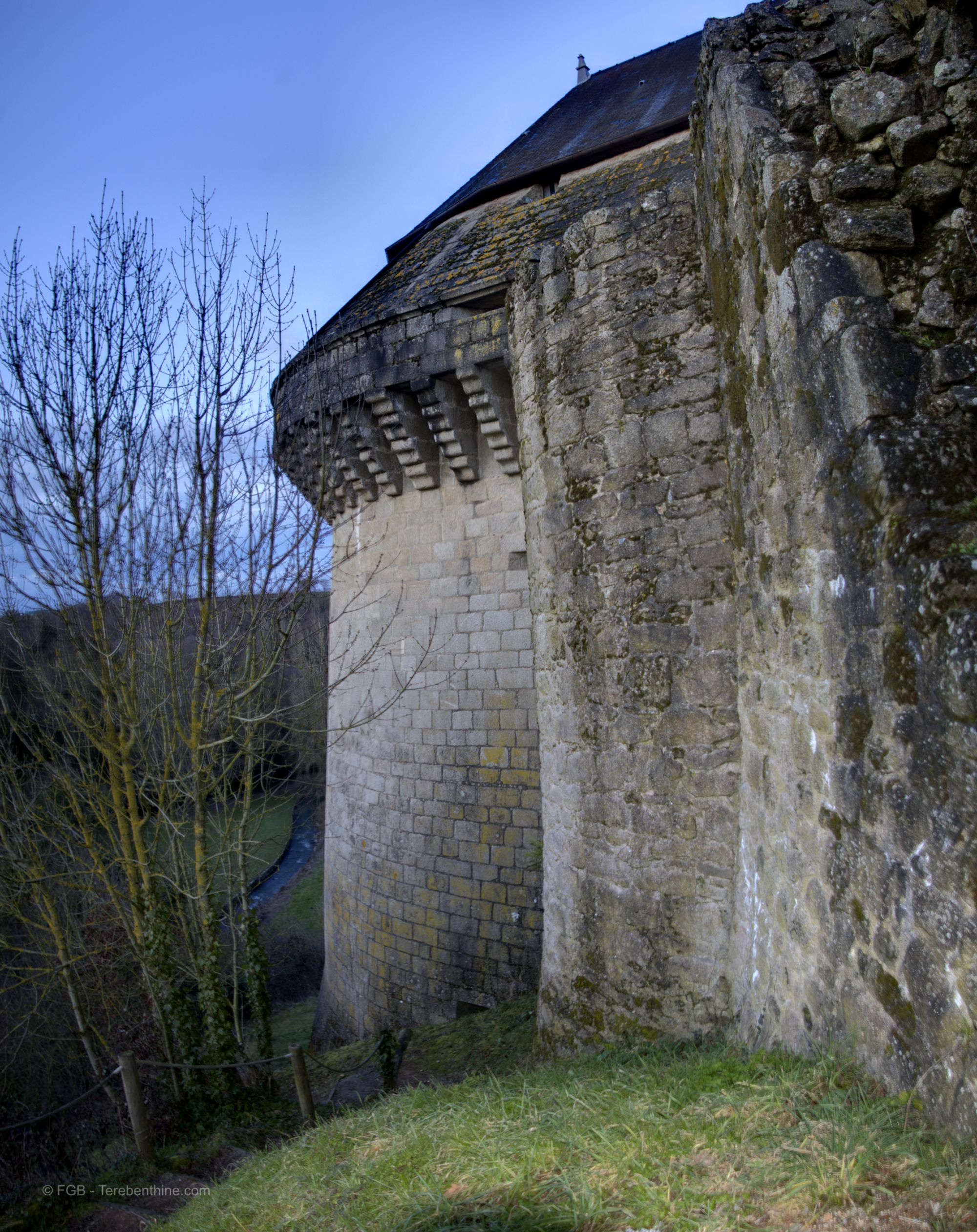
La tour du Vidame vue de sa façade nord.

Tiffauges est la dot de Catherine de Thouars qui épouse Gilles de Rais en 1420. À la fin du XVe siècle, la seigneurie de Tiffauges était rattachée au vicomté de Thouars qui appartenait à la famille d'Amboise. Après l'épopée aux côtés de Jeanne d'Arc, Gilles de Rais se retire à Tiffauges où ses excès vont jusqu'aux meurtres d'enfants. Il est condamné et pendu. Catherine de Thouars se remarie alors avec Jean II de Vendôme, vidame de Chartres. Celui-ci fait élever en 1520 la tour qui porte en son honneur le nom de tour du Vidame.
Le château est incendié en 1569 et démantelé par ordonnance royale en 1626.
Le château joue encore un rôle dans la bataille de Torfou-Tiffauges, dernière victoire vendéenne, le 19 septembre 1793.
La ville sera quant à elle pratiquement rasée par la colonne du général Étienne Jean-François Cordellier-Delanoüe le 6 février 1794. Il écrira que « Indépendamment que tout brûle encore, j'ai fait passer derrière la haie 600 particuliers des deux sexes. ».

## Héraldique

Blason stylé avec ornements extérieurs.

| Blason | Blasonnement : D'azur semé de fleurs de lys d'or, au franc-quartier brochant de gueules chargé d'une épée d'argent (al. de sable) au pommeau de sable (al. d'argent). |

## Politique et administration

### Tendances politiques et resultats

#### Élections municipales

##### Élection municipale de 2014
- Maire sortant : Michel Blanchet
- 19 sièges à pourvoir au conseil municipal (population légale 2012 : 1 568 habitants)
- 2 sièges à pourvoir au conseil communautaire (CC du Pays-de-Mortagne)

|                          | Michel Blanchet *  | SE             | 456   | 52,17  | 15 | 2 |  |  |
|                          | Jean-Pierre Giraud | DVD            | 418   | 47,82  | 4  |   |  |  |
|                          |                    |                |       |        |    |   |  |  |
| Inscrits                 | Inscrits           | Inscrits       | 1 159 | 100,00 |    |   |  |  |
| Abstentions              | Abstentions        | Abstentions    | 260   | 22,43  |    |   |  |  |
| Votants                  | Votants            | Votants        | 899   | 77,57  |    |   |  |  |
| Blancs et nuls           | Blancs et nuls     | Blancs et nuls | 25    | 2,78   |    |   |  |  |
| Exprimés                 | Exprimés           | Exprimés       | 874   | 97,22  |    |   |  |  |
| * Liste du maire sortant |                    |                |       |        |    |   |  |  |

##### Élection municipale de 2020
- Maire sortant : Marcel Brosset
- 19 sièges à pourvoir au conseil municipal (population légale 2017 : 1 588 habitants)
- 2 sièges à pourvoir au conseil communautaire (CC du Pays-de-Mortagne)

|                          | Marcel Brosset * | SE             | 505   | 100.00 | 19 | 2 |  |  |
|                          |                  |                |       |        |    |   |  |  |
| Inscrits                 | Inscrits         | Inscrits       | 1 261 | 100,00 |    |   |  |  |
| Abstentions              | Abstentions      | Abstentions    | 647   | 51.31  |    |   |  |  |
| Votants                  | Votants          | Votants        | 614   | 48.69  |    |   |  |  |
| Blancs et nuls           | Blancs et nuls   | Blancs et nuls | 106   | 17.75  |    |   |  |  |
| Exprimés                 | Exprimés         | Exprimés       | 505   | 82.25  |    |   |  |  |
| * Liste du maire sortant |                  |                |       |        |    |   |  |  |

## Population et société

### Démographie

#### Évolution démographique
| 1791  | 1796 |
| ----- | ---- |
| 1 107 | 213  |

L'évolution du nombre d'habitants est connue à travers les recensements de la population effectués dans la commune depuis 1800. Pour les communes de moins de 10 000 habitants, une enquête de recensement portant sur toute la population est réalisée tous les cinq ans, les populations de référence des années intermédiaires étant quant à elles estimées par interpolation ou extrapolation. Pour la commune, le premier recensement exhaustif entrant dans le cadre du nouveau dispositif a été réalisé en 2007.

En 2022, la commune comptait 1 556 habitants, en évolution de −2,57 % par rapport à 2016 (Vendée : +5,33 %, France hors Mayotte : +2,11 %).
| 1800 | 1806 | 1821 | 1831 | 1836 | 1841 | 1846 | 1851 | 1856 |
| ---- | ---- | ---- | ---- | ---- | ---- | ---- | ---- | ---- |
| 210  | 653  | 784  | 847  | 941  | 916  | 948  | 960  | 978  |

| 1861  | 1866  | 1872  | 1876  | 1881  | 1886  | 1891  | 1896  | 1901  |
| ----- | ----- | ----- | ----- | ----- | ----- | ----- | ----- | ----- |
| 1 091 | 1 164 | 1 205 | 1 200 | 1 179 | 1 220 | 1 298 | 1 296 | 1 156 |

| 1906  | 1911  | 1921  | 1926  | 1931  | 1936 | 1946  | 1954  | 1962  |
| ----- | ----- | ----- | ----- | ----- | ---- | ----- | ----- | ----- |
| 1 152 | 1 178 | 1 094 | 1 126 | 1 098 | 980  | 1 034 | 1 027 | 1 027 |

| 1968  | 1975  | 1982  | 1990  | 1999  | 2006  | 2007  | 2012  | 2017  |
| ----- | ----- | ----- | ----- | ----- | ----- | ----- | ----- | ----- |
| 1 052 | 1 121 | 1 188 | 1 208 | 1 328 | 1 460 | 1 479 | 1 568 | 1 588 |

| 2022  | - | - | - | - | - | - | - | - |
| ----- | - | - | - | - | - | - | - | - |
| 1 556 | - | - | - | - | - | - | - | - |

#### Pyramide des âges
En 2018, le taux de personnes d'un âge inférieur à 30 ans s'élève à 36,4 %, soit au-dessus de la moyenne départementale (31,6 %). À l'inverse, le taux de personnes d'âge supérieur à 60 ans est de 22,9 % la même année, alors qu'il est de 31,0 % au niveau départemental.
En 2018, la commune comptait 820 hommes pour 761 femmes, soit un taux de 51,87 % d'hommes, largement supérieur au taux départemental (48,84 %).
Les pyramides des âges de la commune et du département s'établissent comme suit.
| Hommes | Classe d’âge | Femmes |
| ------ | ------------ | ------ |
| 1,0    | 90 ou +      | 0,7    |
| 6,4    | 75-89 ans    | 9,5    |
| 14,2   | 60-74 ans    | 14,2   |
| 21,3   | 45-59 ans    | 22,8   |
| 18,5   | 30-44 ans    | 18,7   |
| 17,7   | 15-29 ans    | 15,5   |
| 20,9   | 0-14 ans     | 18,5   |

| Hommes | Classe d’âge | Femmes |
| ------ | ------------ | ------ |
| 0,8    | 90 ou +      | 2,2    |
| 8,7    | 75-89 ans    | 11,1   |
| 20,3   | 60-74 ans    | 21,3   |
| 20     | 45-59 ans    | 19,4   |
| 17,5   | 30-44 ans    | 16,8   |
| 15     | 15-29 ans    | 13,2   |
| 17,7   | 0-14 ans     | 16,1   |

## Économie
- L'entreprise Lussault, fabricante d'horloges, particulièrement d'horloges d'églises à cloches et d’horloges pour châteaux, est implantée à Tiffauges.
- L'usine CTS Cousin-Tessier, transformateur de plastique, qui employait 215 personnes[14] en 2011.

## Lieux et monuments
- Château de Tiffauges
- Église Notre-Dame de l'Assomption de Tiffauges

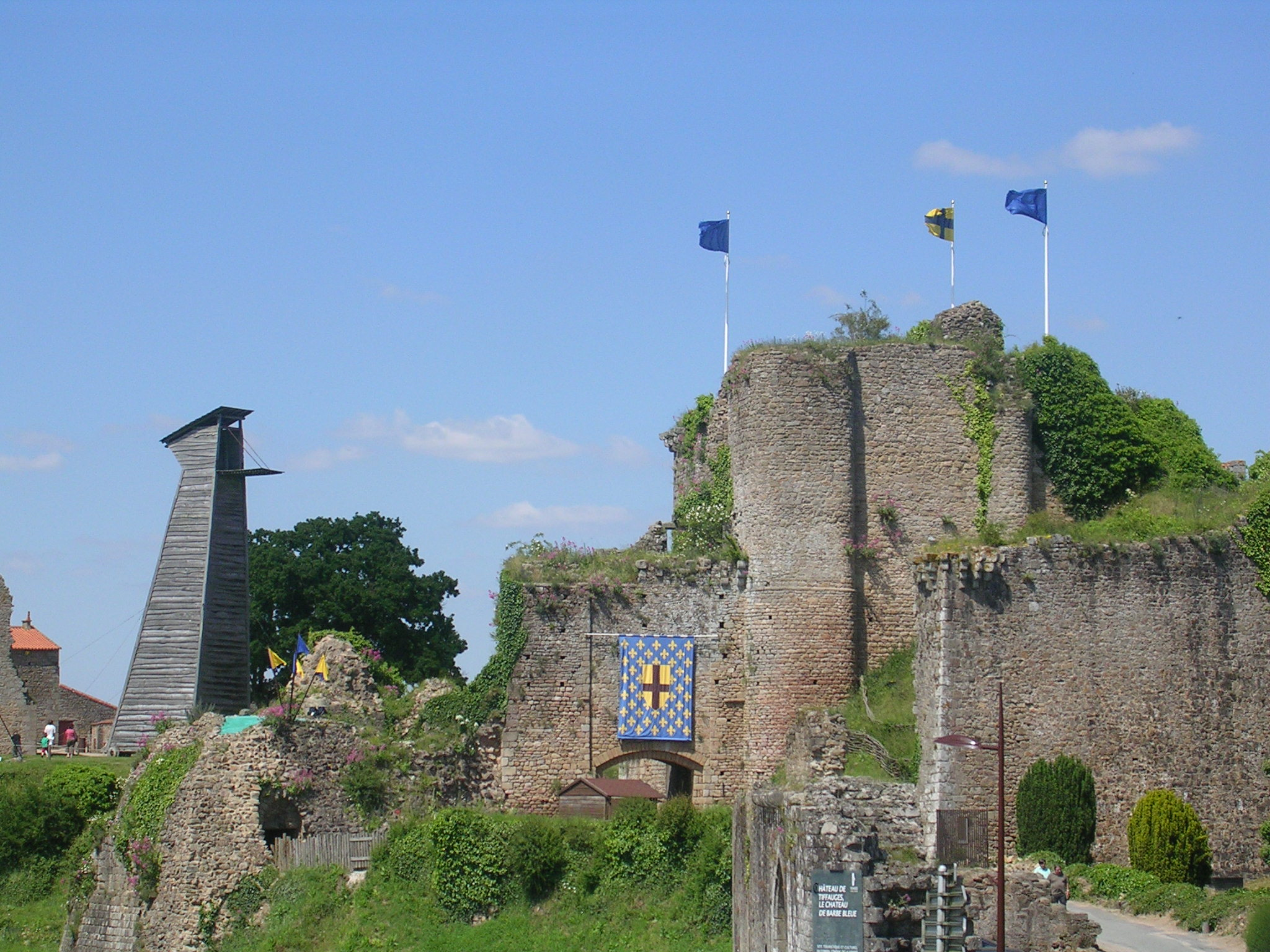
Château de Tiffauges.

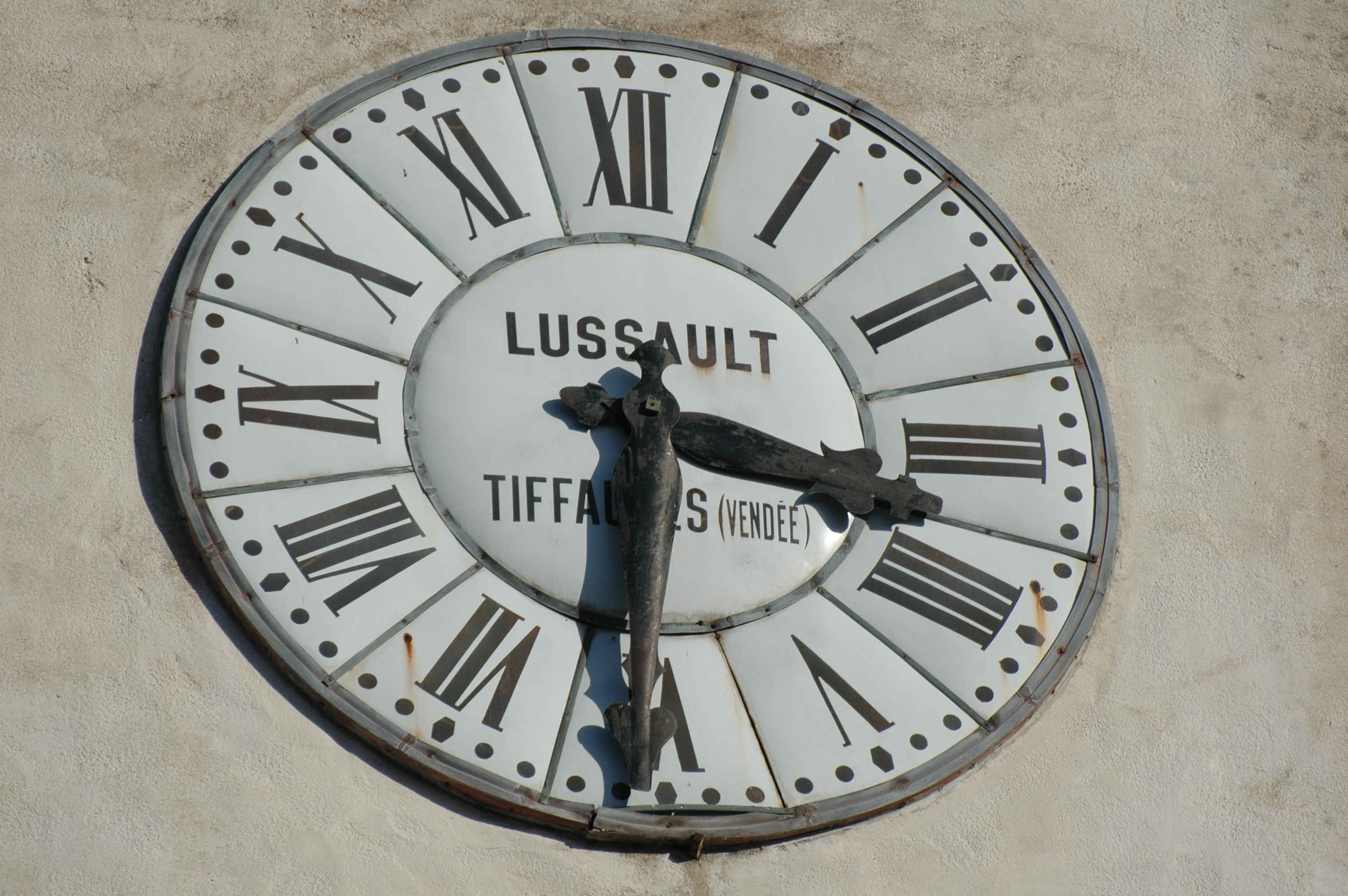
Horloge de l'église d'Ascain.

- Église Saint-Jean dite Saint-Nicolas de Tiffauges[26],[27],[28],[29]

## Personnalités liées à la commune
- Saint Sénoch (536-576), né à Tiffauges.
- Gilles de Rais (vers 1405-1440), maréchal de France, et seigneur de Tiffauges.

## Dans la culture
- Le personnage principal du Roi des Aulnes, roman de Michel Tournier ayant obtenu le Prix Goncourt en 1970, s'appelle Abel Tiffauges. Le sujet du roman est en lien indirect avec les agissements de Gilles de Rais.
- En octobre 2008 est sorti l'album du groupe de black metal symphonique Cradle of Filth : Godspeed on the Devil's Thunder, celui-ci a pour thème principal la vie de Gilles de Rais, et Tiffauges est le titre de la cinquième piste de cet album.
- Dans le jeu vidéo « Shadow Hearts: Covenant », le héros, Yuri, a l'occasion de se rendre dans le château de Tiffauges pour y rencontrer la divinité Amon afin d'obtenir ses pouvoirs. Le château ne peut être traversé que par tout un jeu de miroirs à travers lesquels il faut passer, et est hanté par les fantômes des nombreux jeunes enfants qui y sont morts.
- Le groupe de Black Metal poitevin Quintessence sort son deuxième album Le Bourreau de Tiffauges, en février 2011.
- Dans la série de livres fantastique jeunesse Les Revenants, Jean Molla fait de Tiffauges et du château de Gilles de Rais le point culminant de l'intrigue.